# Académie impériale de Russie

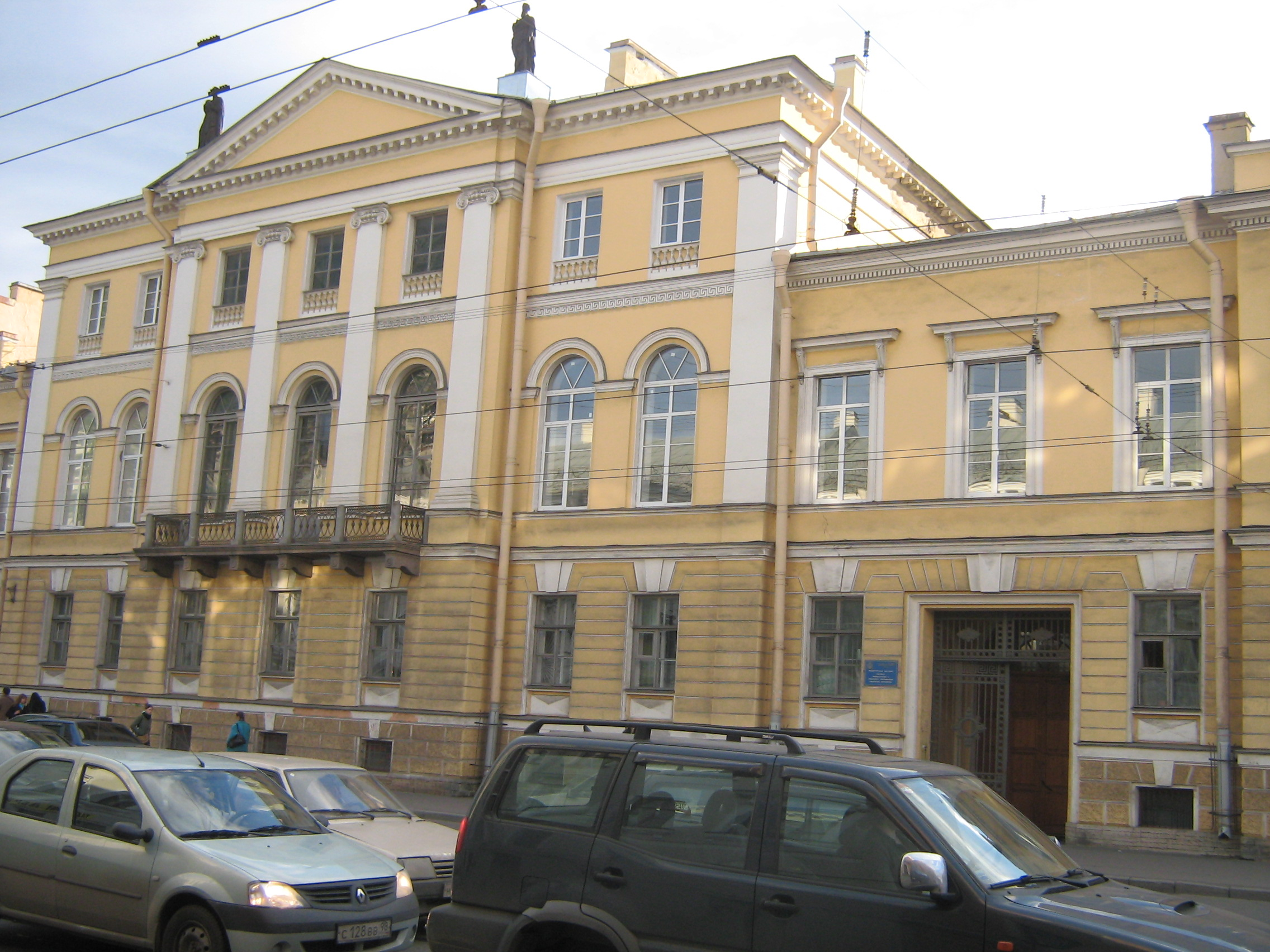
Ancien bâtiment de l'Académie impériale de Russie

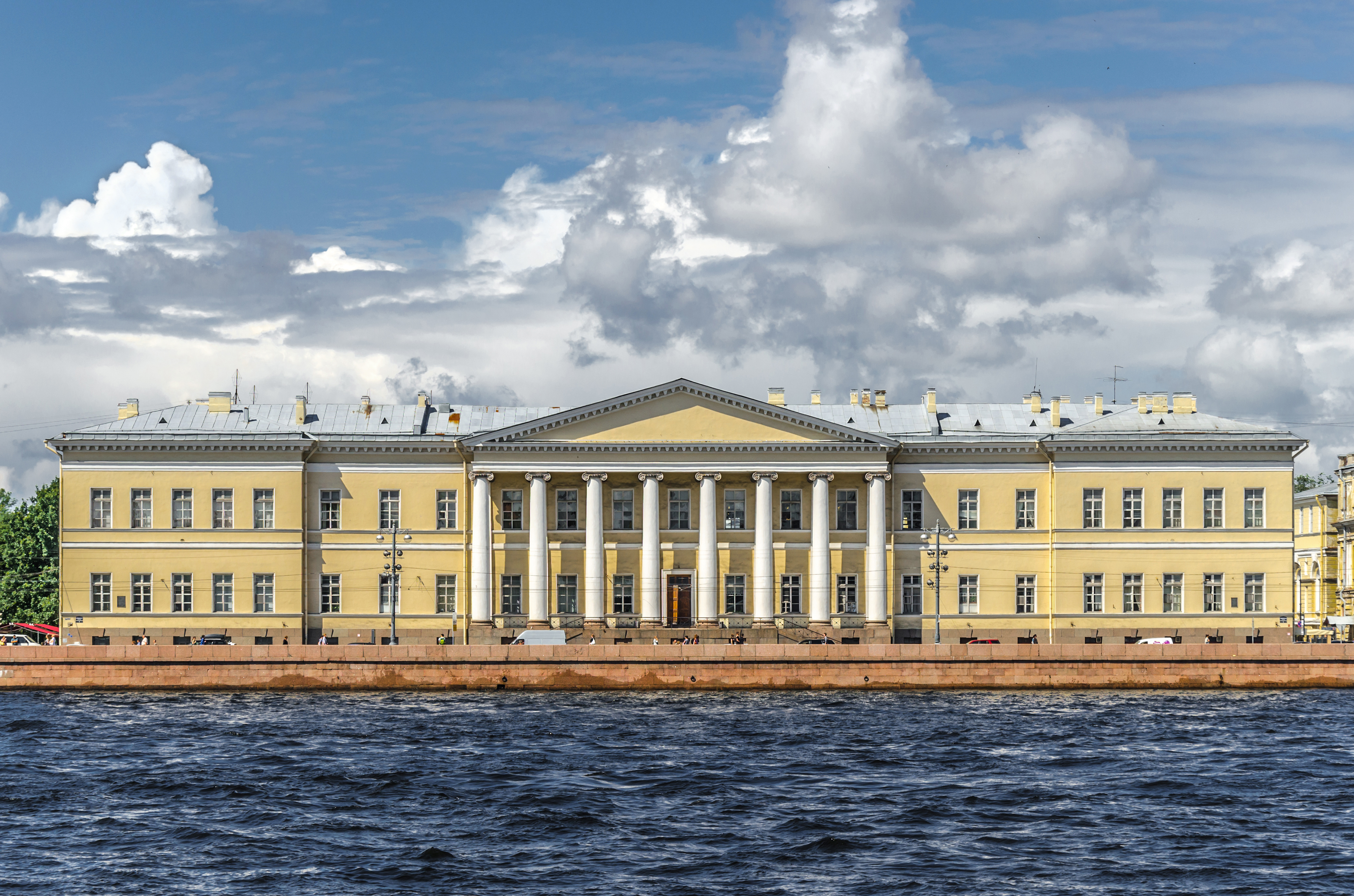
Façade de l'Académie impériale de Russie, aujourd'hui filiale pétersbourgeoise de l'Académie russe des sciences

L’Académie impériale de Russie (Императорская российская академия) a été fondée par la Grande Catherine et la princesse Catherine Dachkov, à l'exemple de l'Académie française en 1783, à Saint-Pétersbourg, dans le but de protéger et d'enrichir la langue russe et de produire un dictionnaire académique (ru). L'Académie impériale a été absorbée dans le deuxième département de l'Académie impériale des sciences de Saint-Pétersbourg en 1841.
Les premières séances et réunions se tenaient d'abord dans le palais de la princesse Dachkov, amie de Diderot et de Voltaire, avant qu'un bâtiment ne soit construit à l'île Vassilievski en 1802-1804. Il est reconstruit par Vassili Stassov vers 1810.
L'Académie comptait soixante membres, avec des séances hebdomadaires, les participants recevant un jeton d'argent. Le budget annuel de l'académie était de six à soixante mille roubles, sauf sous le règne de Paul Ier, hostile aux fondations de sa mère. Ivan Lepekhine en a été le secrétaire à la fin du XVIIIe siècle.
La première décision de l'Académie fut de créer la lettre russe Ё (prononcer io) et d'entamer la publication d'œuvres complètes du théâtre russe. Après son déménagement, ses locaux sont attribués à l'Académie impériale de théologie en 1842.

## Présidents

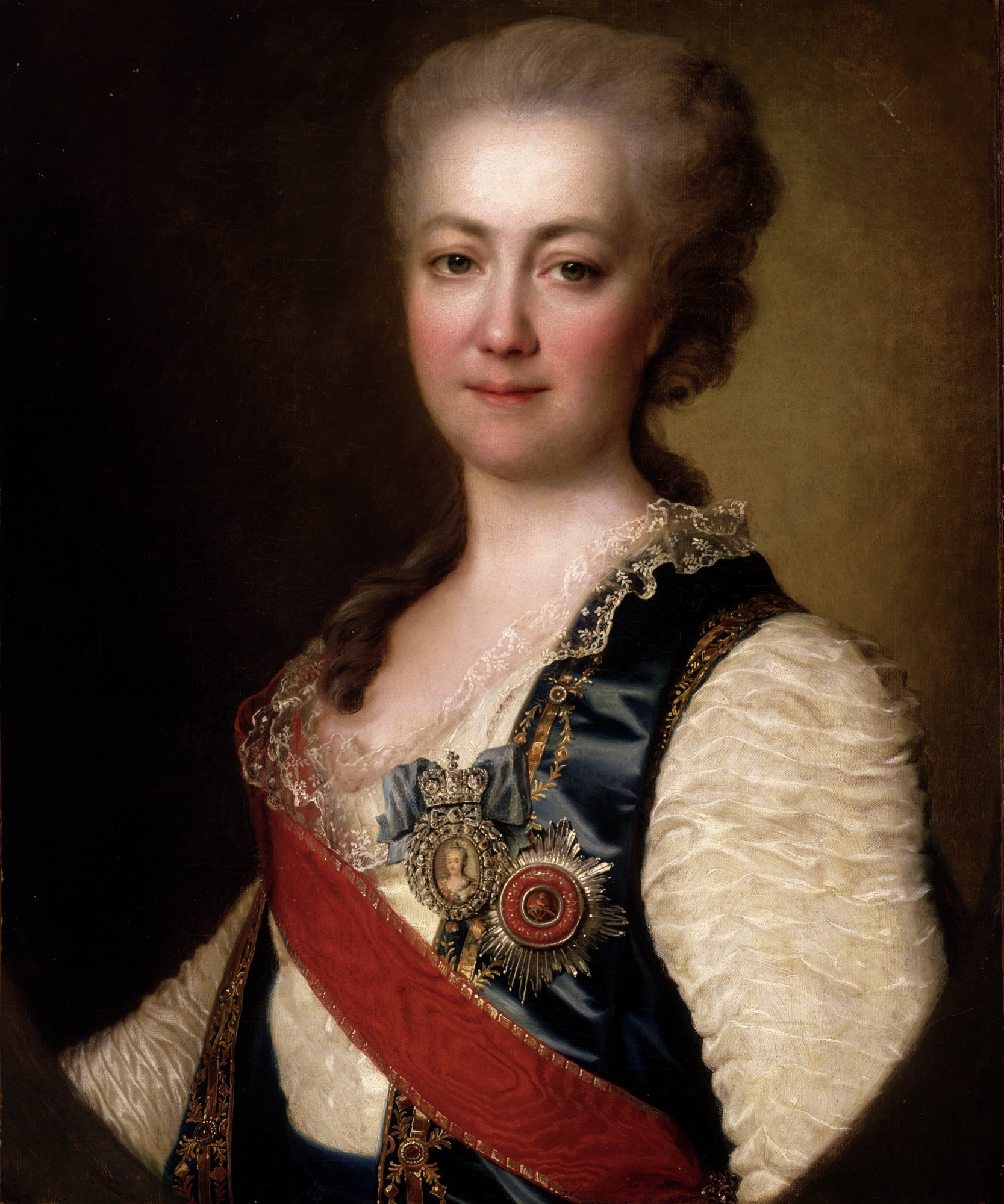
Portrait de la princesse Dachkov par Levitsky

- 1783-1796, princesse Dachkov (ou Dachkoff selon l'orthographe qu'elle utilisait dans sa correspondance et ses Mémoires en français)
- 1796-1801, prince Pavel Bakounine (ru)
- 1801-1813, Andreï Nartov
- 1813-1841, Alexandre Chichkov